# Kem Nunn
Kem Nunn (Pomona, 1948) è uno scrittore e sceneggiatore statunitense.

## Biografia
Cresciuto in California, nel 1984 ha esordito con il romanzo Surf city, fonte d'ispirazione del cult movie Point Break, dando il via a un sottogenere del giallo che verrà successivamente definito "Surf Noir".
Laureato in scrittura creativa all'Università della California, Irvine, ha pubblicato altri 5 romanzi e ha lavorato anche in televisione come sceneggiatore e ideatore di serie televisive.

## Opere

### Romanzi
- Surf city (Tapping the Source, 1984), Padova, Meridiano zero, 2000 traduzione di Federica Angelini ISBN 88-8237-019-4.
- Unassigned Territory (1986)
- Pomona Queen (1992), Padova, Meridiano zero, 2004 traduzione di Stefano Bortolussi ISBN 88-8237-085-2.
- The Dogs of Winter (1997)
- Tijuana Straits (2004)
- Chance (2014), Roma, Fanucci, 2016 traduzione di Tessa Bernardi ISBN 978-88-6688-276-3.

## Televisione
- John from Cincinnati, serie TV (2007) (co-ideatore)
- Chance, serie TV (2016) (co-ideatore)

## Premi e riconoscimenti
- National Book Award per la narrativa: 1984 finalista nella categoria "Opera prima" con Surf city[5]
- Premio Bram Stoker al romanzo: 1987 finalista con Unassigned Territory
- Premio Edgar per il miglior romanzo: 1993 finalista con Pomona Queen